# Pâncești (Bacău)
Pâncești is een Roemeense gemeente in het district Bacău.

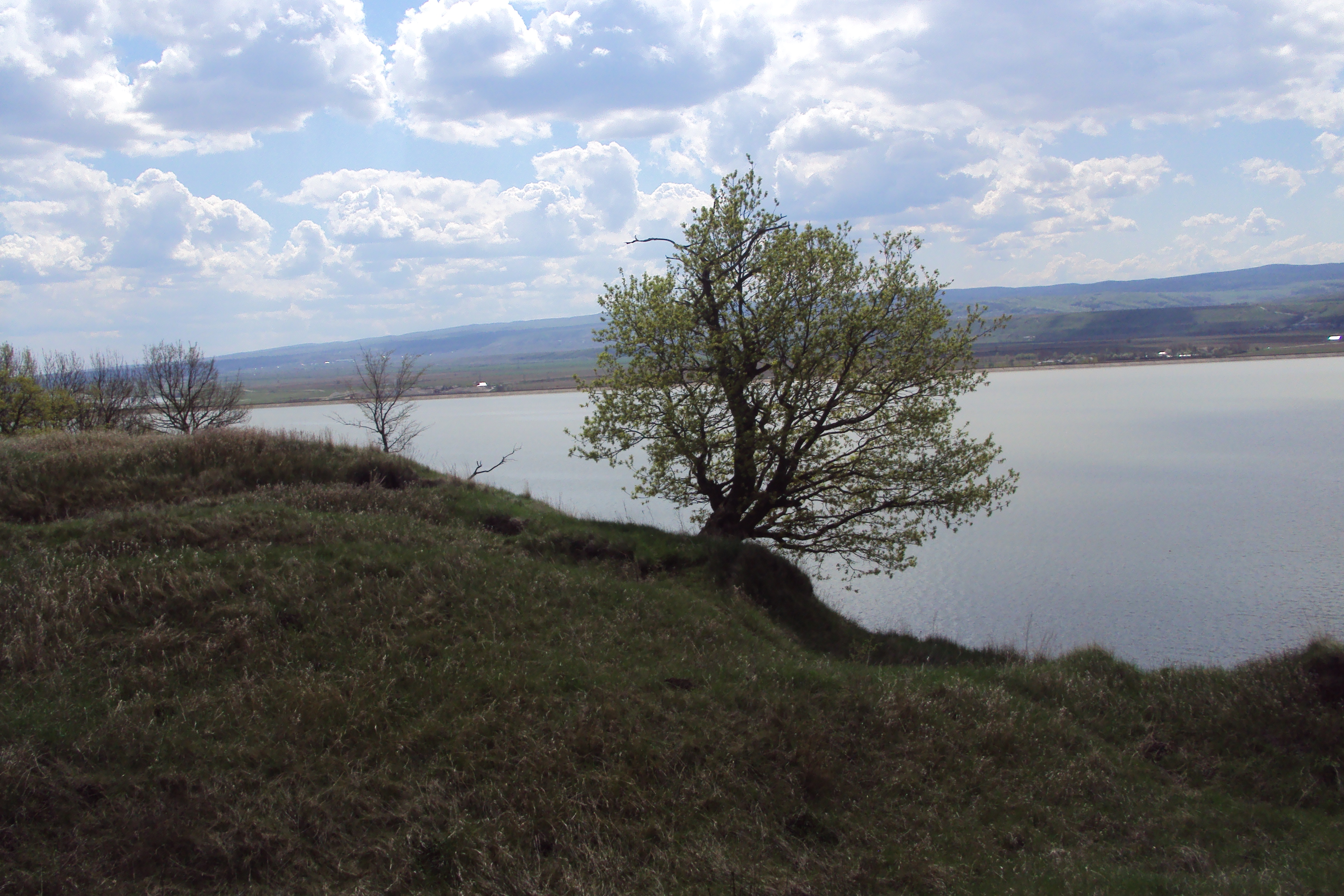

Pâncești telt 4353 inwoners.